# Giessen-Nieuwkerk
Pour les articles homonymes, voir Giessen.
Giessen-Nieuwkerk est une (ancienne) localité et une ancienne commune néerlandaises en Hollande-Méridionale. Depuis le 1er janvier 1957 le village et la commune est appelé Giessenburg. Giessenburg est fusionnée en la (nouvelle) commune de Giessenlanden en 1986 et Giessenlanden est fusionnée en la nouvelle commune de Molenlanden en 2019.

## Histoire
Giessen-Nieuwkerk (Giessen-Église-Neuve) est un village de l'Alblasserwaard fondé au XIIIe siècle lors des défrichements et des assèchement de la région marécageuse de la Giessen. À l'origine, Giessen-Nieuwkerk était constitué de trois polders : Muisbroek, Doet et Neerpolder. Dans ce dernier polder fut construit au début du XIVe siècle le château-fort de Giessenburg. Jusqu'à la fin du XVIIIe siècle, le village formait une seigneurie libre de la Hollande-Méridionale. 
En 1840, Giessen-Nieuwkerk comptait 82 maisons et 546 habitants et le hameau de Muisbroek 16 maisons et 89 habitants. 
En 1957, Giessen-Nieuwkerk a fusionné avec Peursum et la partie orientale de la commune de Giessendam (à savoir le village de Giessen-Oudkerk). La nouvelle commune et le village (chose exceptionnelle aux Pays-Bas) adoptèrent alors le nom de Giessenburg.